# Arroyito (Paraguay)
Arroyito es una ciudad y municipio ubicada en la zona este del departamento de Concepción en Paraguay. Es uno de los distritos más nuevos del país, creado en noviembre del 2016.

## Historia
El distrito de Arroyito fue creado el 22 de noviembre de 2016, con la Promulgación y publicación de la Ley 5742/16 Que crea el Municipio de Arroyito en el I Departamento de Concepción y una municipalidad con asiento en el pueblo de Arroyito lo que se puede consultar directamente en la web del Congreso Nacional, su biblioteca www.bacn.gov.py 
Anteriormente esta localidad pertenecía al distrito de Horqueta, en el departamento de Concepción.

## Gobierno Municipal
La municipalidad de Horqueta siguió administrando este distrito, hasta que un nuevo intendente y concejales municipales fueron elegidos en el mes de marzo del 2017, según lo establecido por el Tribunal Superior de Justicia Electoral (TSJE).

El 26 de marzo de 2017, Samuel González del Partido Colorado (ANR), fue elegido como el primer intendente de este distrito. Luego como segunda intendente municipal le suguio su correligionaria de la ANR, la médico, Josefina Torales Duarte, quien gobernará hasta el 2026. 

## Geografía
Ubicada a 390 km al norte de Asunción, se llega a Arroyito por la ruta 3 y posteriormente tomando la ruta 5. Se encuentra también a 78 km de la ciudad de Concepción, capital del departamento homónimo.